# Michael Giles
Michael Rex Giles (n. 1 martie 1942 în Waterlooville, Hampshire) este un baterist englez, cel mai cunoscut ca unul dintre membrii fondatori ai trupei King Crimson în 1969. A fondat, de asemenea, Giles , Giles & Fripp împreună cu fratele său Peter și cu Robert Fripp în 1968.